# De Bij
De Bij is de formule waaronder Taxi Dorenbos in samenwerking met de gemeente drie lijnen van het stadsvervoer in de Nederlandse gemeente Hoogeveen uitvoert. 
De Bij werd geïntroduceerd op 13 december 2015 door de gemeente Hoogeveen en taxibedrijf Connexxion Taxi Services (CTS) na het opheffen van de stadslijnen 1 en 2 door het OV-bureau Groningen-Drenthe. Deze lijnen werden sinds 2008 uitgevoerd door CTS, daarvoor door Connexxion. In 2015 reden er twee lijnen door Hoogeveen onder "De Bij" formule. Lijn 1 reed een lusroute door de wijk Schutlanden, lijn 2 een lusroute door de wijk Krakeel, beiden uitgevoerd met een Mercedes-Benz Sprinter City. 
In 2016 werd het lijnennet herzien en werden de lusroutes vervangen door directe verbindingen van het station naar de wijken. De routes naar de wijk Kattouw en bedrijventerrein De Wieken vervielen hiermee. Sindsdien zijn er drie lijnen die geen nummer hebben, alleen een naam. Sinds 8 april 2018 werd "De Bij" voortaan geëxploiteerd door Taxi Dorenbos in plaats van CTS.
De lijnen worden allen uitgevoerd met een Tribus Civitas. Reizigers kunnen de haltes gebruiken, maar kunnen ook ergens op de route in- of uitstappen. De OV-chipkaart kan niet op deze lijnen worden gebruikt, reizigers dienen een kaartje te kopen voor €1,50, deze is één uur geldig.
Anno 2019 zijn er drie lijnen die allemaal beginnen op het station:
| Lijn     | Route                                                              |
| -------- | ------------------------------------------------------------------ |
| De Weide | Station - Centrum - Bethesdaziekenhuis - Schutlanden - Schoonvelde |
| Krakeel  | Station - Centrum - Oost - Bentinckspark - Krakeel                 |
| Wolfsbos | Station - Centrum - Venesluis - Zuid - Wolfsbos                    |